# Doublehead
Doublehead (måske 1744 – 1807), også kendt som Taltsutsa var en cherokesisk krigshøvding, som i nogle år i begyndelsen af 1800-tallet fungerede som overhøvding over den del af stammen, der er kendt som chickamaugaerne. Han deltog muligvis i begyndelsen af det møde ved Sycamore Shoals i 1775, som førte til underskrivelsen af en traktat, The Treaty of Sycamore Shoals, om at sælge stammeland til nogle hvide jordspekulanter. Aftalen blev senere kendt som The Transylvania Purchase.
Efter dette møde begyndte han at bekæmpe de hvide, der slog sig ned på cherokesisk område, og efter at hans bror, fredshøvdingen Old Tassel, blev myrdet af en hvid militssoldat under en fredsforhandling i 1788, gik han nærmest amok i blodtørst. I 1794 var han en af de høvdinge, der fik foretræde for USAs præsident, George Washington i den daværende hovedstad, Philadelphia. Efter fredsslutningen mellem USA og chickamaugerne ved underskrivelsen af The Treaty of Tellico Blockhouse i 1794 stoppede han sine togter mod de hvide nybyggere, og blev en af chickamaugaernes formelle ledere. 

## Baggrund
Der vides ikke meget om Doubleheads barn- og ungdom. Nogle få kilder vil vide, at han blev født i Kentucky, men de fleste af de kilder, der findes, er enige om, at han var født i Tennessee i nabolaget af nutidens by, Cumberland Gap lige syd for grænsen til Kentucky. 
Hans far var Great Eagle, der var høvding i Tellico, så han kan også være født der, men det er der ingen kilder, der hævder! Han var bror eller halvbror til Corn Tassel, der senere blev kendt som Old Tassel. En af deres søstre var Wuteh, som blev mor til Sequoyah, der omkring 1821 opfandt cherokesernes alfabet (syllabarium) og skriftsprog. Det menes at Doublehead også var beslægtet med Tahlonteeskee og John Jolly (de var sandsynligvis hans nevøer), som begge senere blev overhøvdinge over Cherokee Nation West, men det er ikke sikkert, og slægtskabet er ikke beskrevet nærmere i kilderne.
Doubleheads cherokesiske navn var Taltsutsa (ses også stavet som Taltsuka og andre varianter), som egentlig betyder "To ansigter", et navn, som han muligvis havde fået på grund af sin splittede personlighed. Han skiftede navn mindst en gang i sin karriere – sandsynligvis flere, som mange andre cherokeserkrigere gjorde. Han tilhørte den gruppe, der blev kaldt overhill-cherokees, fordi de boede vest for Appalacherne langs Tennessee River og dennes bifloder. Doublehead var gift mindst fire gange, sidste gang med Nacny Drumgoole, der var datter af en halvblods far og en fuldblods cherokeserkvinde. En af deres sønner var Bird (eller Birdsong) Doublehead.
Hvordan han har lært det, vides ikke, måske fra handelsmænd eller en af sine halvblods koner, men Doublehead var en af de få cherokesiske høvdinge fra det 18. århundrede, der både talte, læste og skrev engelsk. Dette fremgår blandt andet af hans korrespondance med hvide politikere.

## Doublehead som kriger

### De første år (1775 – 1788)
Selv om det fortælles, at Doublehead allerede som dreng begyndte at anføre andre drenge i overfald på hvide nybyggere, kan dette ikke bekræftes af kilder. Først efter 1775 ved man med sikkerhed, at Doublehead indledte sine krigstogter mod nybyggerne.
Efter underskrivelsen af The Treaty of Sycamore Shoals i 1775 forberedte overhøvding Attacullacullas søn, Dragging Canoe, en krig mod de hvide. Dragging Canoes første angreb mod nybyggere i det nordøstlige Tennessee i 1776 mislykkedes stort set, men det fik ham ikke til at give op. Også Doublehead samlede en styrke af især yngre krigere, og begyndte at overfalde nybyggeres bosættelser fra sin base i Tennessee. I begyndelsen gik overfaldene mest ud på at brænde nybyggernes gårde af, mens de arbejdede i marken, og brænde markerne af, når de forsøgte at redde bygningerne. Handelsmænd blev overfaldet og frastjålet deres varer. I denne første periode af sin kampagne havde Doublehead et særdeles godt ry blandt sine landsmænd, fordi han skaffede dem våben, ammunition og andre forsyninger. Efterhånden blev overfaldene mere blodige, så Doubleheads styrke nu begyndte at dræbe såvel handelsmænd som nybyggere (både mænd, kvinder og børn) i forbindelse med overfaldene. Handelsmænd, der fragtede våben og ammunition blev ikke bare slået ihjel, men blev først tortureret. I det hele taget begyndte Doublehead i slutningen af 1770'erne og begyndelsen af 1780'erne at oparbejde et ry, som værende særdeles grusom, et image han selv gjorde en del for at fastholde og udbygge. 
Selv om han af og til arbejdede parallelt med Dragging Canoes operationer, opererede han mest selvstændigt og blev ikke betragtet som en del af Dragging Canoes chickamaugaer. Doublehead ønskede selv at kunne styre hvem, hvor og hvornår han angreb, og han koncentrerede sig i denne periode mest om nybyggerne i den sydlige del af nutidens Kentucky. Efterhånden voksede hans styrke så den kom til at omfatte krigere fra andre stammer, som også Dragging Canoes gjorde. Doubleheads styrke omfattede krigere fra såvel creek, chickasaw, delaware som shawnee stammerne. Efterhånden som Doubleheads drab på de hvide tog til, begyndte nybyggermilitserne at gøre gengæld og svare igen ved at overfalde og udslette flere cherokeserlandsbyer. Dette skete uden hensyn til om beboerne i disse havde noget med Doublehead at gøre eller ej. Det fik den betydning, at flere og flere cherokesere vendte sig mod Doublehead, så han nu havde fjender både blandt de hvide og blandt sine egne. 
Dragging Canoe havde ført sine mænd til det sydlige Tennessee og det nordlige Alabama, hvor de oprettede fem bopladser, de såkaldte Five Lower Towns eller New Lower Towns, der senere betød at chickamaugaerne blev kendt som Lower Cherokees. Der havde tidligere eksisteret "lower towns" i South Carolina, men disse var for længst forsvundet. For at skelne mellem de oprindelige lower towns og de nye brugte man så udtrykket "new" om Dragging Canoes bosættelser. Da presset på Doublehead og hans krigere voksede i Tennessee fra såvel landsmænd som hvide militser, valgte også han at føre sin styrke mod syd, og de slog sig ned ned i det nordlige Alabama nær nutidens by, Muscle Shoals, ved en lavvandet strækning af Tennessee River, som havde samme navn som byen. Her oprettede de bebyggelsen Cold Water. Bebyggelsen lå i et område som chickasawstammen hævdede retten til. Selv om nogle chickasawer fulgte Doublehead og Dragging Canoe, var stammen som sådan ikke krig med de hvide i denne periode. Chickasawerne var derfor ikke specielt interesseret i, at cherokeserne skulle slå sig ned på deres område, og de to stammer var normalt ikke de bedste venner, selv om de af og til allierede sig mod fælles fjender, og netop chickasawerne i det nordlige Alabama havde ført krig med cherokeserne i 11 år mellem 1758 og 1769 og den krig var ikke gået i glemmebogen i slutningen af 1770'erne. 
Ved den nedre ende af det lavvandede område lå en chickasawlandsby, som blev ledet af en høvding, George Colbert, og Doublehead købte sig ret til at slå sig ned i området med sine krigere ved at gifte sig med to af dennes døtre. 
Det var imidlertid ikke alle chickasawerme der var tilfredse med udviklingen. Nogle af de utilfredse kontaktede militsen og afslørede Doubleheads opholdssted. og en styrke på 130 mand under kommando af oberst James Robertson blev sendt af sted. De fandt også Cold Water, som de brændte ned til grunden, mens en del af Doubleheads krigere blev dræbt. Størstedelen af krigerne inklusive Doublehead selv var dog ude på et krigstogt, så de undslap angrebet og kunne fortsætte deres krig mod de hvide.
I de næste år overfaldt Doubleheads og hans mænd fra deres base fortsat nybyggere både i Kentucky og i Tennessee, men overfaldene var forholdsvis sporadiske frem til 1788.

### Efter Old Tassels død (1788 – 1794)
I 1788 var både Doubleheads, men ikke mindst Dragging Canoes overfald på nybyggerlandsbyer blevet så alvorlige, at bosætterne indledte et egentligt hærtog mod dem, men før dette skete, inviterede en styrke af militsen under kommando af John Hubbard fire af stammens fredshøvdinge, heriblandt Abram og Old Tassel, til forhandlinger i Chilhowee, den by, hvor Abram havde sit hjem. Old Tassel var på det tidspunkt stammens overhøvding, og det var lykkedes ham at holde størstedelen af stammen fra at tilslutte sig Dragging Canoes og Doubleheads oprørere. Under parlamentærflag mødtes de fire høvdinge med Hubbard og hans officerer, som repræsenterede John Sevier, som var guvernør over den på det tidspunkt løsrevne stat, State of Franklin. John Sevier, havde som ung officer kæmpet mod cherokeserne ved Sycamore Shoals, og var en af stammens argeste modstandere, men om han var indforstået med begivenhederne ved Chilhowee, vides ikke. Om aftenen, da de fire høvdinge var gået til den hytte, hvor de skulle overnatte, lod Hubbard sine militssoldater omringe hytten. En ung militsmand, John Kirk, som havde mistet sine forældre under et angreb fra Dragging Canoes krigere kort tid før, fik udleveret en tomahawk, hvorefter han gik ind i hytten og dræbte de fire sovende høvdinge, som fortsat var beskyttet af parlamentærflaget, og som intet havde at gøre med hverken overfaldene på bosættelserne eller mordet på Kirks forældre.
Da Doublehead fik nyheden om mordet på sin bror, gik hans overfald på de hvide fra at være sporadiske til at være konstante, og hans samarbejde med Dragging Canoe, blev intensiveret, selv om han stadig opererede selvstændigt. I årene efter blev Doubleheads navn et symbol på terror af den værste slags. Ingen hvide nybyggere kunne længere være i sikkerhed for Doublehead og hans krigere, og da også Dragging Canoe fortsatte sine overfald, blev de kommende år en af de værste perioder for såvel nybyggerne i det sydlige Kentucky og det østlige Tennessee, som for resten af cherokeserne, som måtte finde sig i mange gengældelsesangreb fra militsen.
I 1792 lykkedes det Dragging Canoe at indgå en alliance med choctawstammen og flere andre muscogeestammer, dog ikke chickasawerne, som på det tidspunkt førte deres egen krig mod nybyggerne – hvis side de i øvrigt senere sluttede sig til. Alliancen blev fejret med en fest i høvdingens hjemby, Running Waters, den 29. februar 1792,, hvor man blandt andet dansede hele natten. Om morgenen døde Dragging Canoe, 54 år gammel, måske af udmattelse, måske af et hjerteanfald efter anstrengelserne. Efter Dragging Canoes død blev Doubleheads nevø, John Watts, overhøvding over chickamaugaerne, som Dragging Canoe selv havde ønsket.
John Watts' valg som overhøvding over chickamaugaerne styrkede Doubleheads samarbejde med disse, og Watts forsatte Dragging Canoes kamp mod de hvide, sammen med andre høvdinge som Bloody Fellow, og Tsula (også kendt som Young Dragging Canoe). Han indgik også en aftale med spanierne i det, der var kendt som West Florida. Denne aftale sikrede indianerne våben og andre forsyninger, så de kunne fortsætte kampene. I september 1792 sendte Watts en styrke mod Nashville, men dette togt endte som en katastrofe for indianerne. John Watts blev selv alvorligt såret, men overlevede. Adskillige andre blev også sårede, blandt disse var Tahlonteeskee (Broken Arrow), en høvding fra muscogeerne og slægtning til Doublehead Også mange blev dræbt, blandt andre Siksika (The Shawnee Warrior) en ældre bror til shawnee'ernes berømte høvding Tecumseh. Også Dragging Canoes bror, Little Owl, og endnu en af Doubleheads brødre, Pumpkin Boy var blandt de dræbte. 
I 1793 sendte John Watts en delegation til Knoxville, som var hovedstad i Southwest Territoryfor at forhandle med guvernøren, John Blount, om betingelserne for en varig fred. Blandt deltagerne i delegationen var Tahlonteeskee, "Fool" Charlie, der var blevet høvding i Runnning Waters, da chickamaugaernes "hovedstad" blev flyttet 200 km øst på til Wills Town efter Dragging Canoes død. Andre deltagere var Doublehead, Robert "Bob" Benge (endnu en nevø eller grandnevø af Doublehead og kendt som Bench) og Hanging Maw (høvding fra byen Coyatee i den øvre del af Tennesseefloddalen, som betragtede sig selv som leder af den del af stammen, der blev kaldt "upper cherokees"). I Coyatee mødtes delegationen med udsendinge fra John Blount. Mens de to parter opholdt sig i landsbyen blev denne angrebet gruppe af militante nybyggere, som ikke interesserede sig for, hvem der var til stede. Doublehead samt Hanging Maw og hans kone ,der var datter af den meget fredssøgende Nancy Ward, blev sårede, mens deres datter, flere andre indianere og et af de hvide delegationsmedlemmer blev dræbt. Angrebet blev indbragt for guvernøren, og cherokeserne lovede at afvente udfaldet af retssagen, men fordi lederen af gruppen, der havde udført angrebet, John Beard, var en god ven af John Sevier, endte sagen som er farce, og John Beard blev frikendt.
Da retssagen ikke førte til noget, gjorde John Watts gengæld ved at invadere området ved Holston River med en af de største styrker, der var set i området. Mere end 1.000 cherokesere, shawnees og muscogee'er deltog. Målet var at indtage Knoxville, hvor Holston River møder French Broad River og danner Tennessee River. På vej mod byen diskuterede høvdingene, hvad de skulle gøre med byens indbyggere. Doublehead argumenterede for, at man skulle dræbe dem alle, mens en ung høvding, James Vann, gik ind for, at man kun skulle dræbe mændene og lade kvinder og børn i fred. Undervejs passerede man en lille bosættelse, kendt som Cavett's Station. Bob Benge og en mindre gruppe indianere omringede stedet, og beboerne, tre mænd og 10 kvinder og børn, forskansede sig i blokhuset. Bob Benge forhandlede med dem, og lovede at hvis de overgav sig frivilligt, ville deres liv blive sparet. Da de kom ud, blev de imidlertid overfaldet og dræbt af af Doublehead og hans krigere. James Vann greb en af de yngste drenge og trak ham op på sin hest, men Doublehead dræbte ham med sin tomahawk, hvilket fik den konsekvens, at James Vann kom til at hade Doublehead og resten af livet kaldte ham "Kill Baby" eller "Babykiller". Fjendskabet mellem Vann og Doublehead ophørte først, da Doublehead døde. Watts greb ind og reddede en af de ældre drenge, som Vann bad en af muscogeeindianerne om at passe på. Nogle få dage senere blev denne dreng imidlertid også dræbt og skalperet. Selv John Watts' der ellers ikke holdt sig tilbage, når gjaldt om at dræbe nybyggere, blev chokeret over Doubleheads blodtørst. Angrebet på Knoxville løb ud i sandet, ikke mindst på grund af uenigheder mellem høvdingene, men også fordi cherokeestyrken mente, at de var blevet opdaget, da de hørte en kanon fra fortet uden for Knoxville blive affyret. De vidste ikke at det var tradition på militærets forter, at "skyde solen op".
I september 1794 led cherokeserne et afgørende nederlag i Slaget ved Fallen Timbers og med ødelæggelsen af chickamaugabyerne Running Waters og Nickajack Town, og med underskrivelsen af Treaty of Tellico Blockhouse i november samme år, var chickamaugakrigene de facto slut, selv om nogle spredte grupper kæmpede videre nogle måneder endnu.

## Efter chickamaugakrigene (1794 – 1807)
I 1794 blev Doublehead valgt som Formand for Stammerådet (First Speaker of the Cherokee National Council), som ikke havde nogen styrende magt, men som alligevel havde en vis betydning og indflydelse på stammen. Her agiterede han for, at stammen skulle opgive sin jægerstatus og i højere grand end tidligere begynde at dyrke landbrug. Han korresponderede en del, blandt andet med John Blount, som han forsikrede om cherokesernes og ikke mindst chickamaugaernes fredsvilje. Denne korrespondance var blevet indledt allerede i 1793 før krigen sluttede. I midten af 1794 besøgte Doublehead Philadelphia, USA's daværende hovedstad, sammen med en række andre cherokeserledere. Doublehead udnævnte sig selv til talsmand for gruppen, som blandt andet mødte præsidenten, George Washington. Hvad der kom ud af mødet er ikke klart, men dette fandt sted kort inden underskrivelsen af Treaty of Tellico Blockhouse, så måske var mødet mellem høvdingene og præsidenten medvirkende til at der blev fred. Efter mødet med præsidenten mødtes Doublehead med USA's krigsminister, Henry Knox. Denne bevilgede ham en årlig betaling på $ 5.000, som Knox opfattede som billigt, hvis det kunne sikre at Doublehead ikke igen gik på krigsstien. Desuden sikrede han, at høvdingen blev beskyttet af USA's regering, hvilket effektivt forhindrede hvide nybyggere at indlede hævntogter mod ham.
Efter at fredstraktaten var underskrevet, ophørte Doublehead med at føre krig, og begyndte at arbejde for stammens bedste ved at fremme handel med omverdenen, og han lod anlægge en 160 km lang vognrute mellem Tennessee og Muscle Shoals. Enkelte kilder mener, at han stadig udførte overfald på hvide helt frem til 1795, men det kan ikke bekræftes. I stedet blev han "civiliseret". Han begyndte at klæde sig som, den hvide overklasse, han købte en plantage, hvor han lod bygge et stort palæ, som han møblerede med møbler indkøbt i Nashville. Han rejste til mange "hvide" byer, blandt andre New Orleans i Louisiana, Pensacola i Florida og Charleston i South Carolina. Han begyndte at anskaffe dyre væddeløbsheste fra Charleston og han købte mindst 20 slaver og opførte sig i det hele taget, som om han var kommet til mange penge. 
Der gik en del rygter om, hvor han havde pengene fra. De $ 5.000 i årlig "apanage" vidste stammemedlemmerne ikke noget om. Nogle mente, at hans formue stammede fra de varer, han havde stjålet og solgt til såvel sine landsmænd som til hvide. Andre mente, at han på et at sine togter havde fundet en sølvmine et hemmeligt sted i Kentucky. Atter andre var overbeviste om, at han på et togt havde fundet en stor skat, som han havde gemt et sted, som kun han selv kendte. En enkelt forfatter mener, at han kan have fundet den skat, som Hernando de Soto efter sigende skulle have gemt under sin ekspedition i 1541. I 1840 fandt to mænd, Levi Cassity og James Thompson en hule i nærheden af Muscle Shoals, som de mente kunne have været gemmested for Doubleheads skat. I hulen fandt de værktøj og smeltedigler, som havde været anvendt til smeltning af sølv. Mange af redskaberne bar stadig spor af sølv, men der var ikke spor af nogen mine eller noget sølvmalm i området. Til gengæld fandt de nogle gamle spanske mønter på hulens gulv.
Mere sandsynligt er det dog, at han modtog bestikkelse fra nybyggere for at lade dem slå sig ned på cherokesisk land. Blandt andet skulle han have tilladt en række bosættelser mod selv at få stillet et stort område, til rådighed som personlig ejendom. Her, nær Florence i Alabama byggede han et stort palæ, som senere blev købt af James Jackson og fik navnet Fork of the Cypress.
I 1802 døde John Watts, og Doublehead blev valgt som ny overhøvding over chickamaugaerne, en post han bestred til sin død i 1807. Ved den lejlighed tog han navnet eller titlen Chuqualataqu. I løbet af årene frem til 1806 blev han rigere og rigere selv om det gik den modsatte vej for de fleste af stammens medlemmer. Da han døde var han en af de rigeste blandt cherokeserne, kun overgået af James Vann, der inden sin død i 1809 nåede at blive ikke bare stammens rigeste, men en af de rigeste mænd i USA. Denne rigdom forenet med andre forhold, gjorde at der begyndte at rejse sig en større og større modstand mod ham i stammen.

## Doubleheads endeligt
Efter indgåelsen af en traktat, Treaty of Washington i 1806 om at hvide skulle overtage nogle cherokesiske områder, fik Doublehead et nært samarbejder med indianeragenten Return J. Meigs. Sr., der havde været et af vidnerne ved traktatunderskrivelsen. Meigs, der havde hovedkvarter i Fort Southwest Point i det nuværende Kingston, men lige før Doubleheads død flyttede han sit hovedkvarter længere mod øst til Hiwassee Garrison, nær det sted hvor Hiwassee River møder Tennessee River ved det nuværende Calhoun, Tennessee. Flytningen var måske for at undgå konfrontationer med den fraktion af stammen, som fortsat var modstander af at overlade stammeland til hvide nybyggere.
Samarbejdet mellem Doublehead og Meigs bestod tilsyneladende mest i, at de indgik underhåndsaftaler om at lade nybyggere flytte ind på stammeland mod betaling (som tilfaldt Meigs og Doublehead og måske et par af de andre, ældre høvdinge så som Dragging Canoes yngre bror, Turtle at Home, som også var fortaler for at sælge jord til nybyggerne). Det faldt nogle af de yngre høvdinge for brystet, høvdinge som allerede var på kant med Doublehead af andre årsager. Blandt disse var James Vann og Ridge. Specielt Vann hadede Doublehead. Dels på grund af det, der skete ved Cavett's Station, men også fordi Doublehead, der havde været gift med Vanns halvsøster, havde behandlet denne grusomt og blandt andet slået hende, så hun aborterede, og til sidst tævet hende ihjel. Vann, Ridge og en anden høvding, Alexander Saunders blev enige om (måske med stammerådets officielle eller uofficielle opbakning) om at slå Doublehead ihjel for hans handlinger, ikke mindst underskriften på Treaty of Washington. Interessant nok var James Vann, der skulle lede overfaldet, også en af underskriverne på traktaten, men han skulle åbenbart ikke slås ihjel. Vann drak sig imidlertid så beruset på vej mod Doubleheads opholdssted, at han ikke kunne deltage i drabet. Ridge og Saunders opsøgte Doublehead på en kro i Hiwassee Garrison, hvor de skød og også ramte ham, men det lykkede for den hårdt sårede høvding at undslippe. Han havde imidlertid ikke kræfter til at forlade byen, så han søgte tilflugt hos den lokale skolelærer, som var en af hans gode venner. Da Ridge erfarede, at skuddene ikke havde dræbt Doublehead, fulgte han og Saunders blodsporene til læerens hus. Her fandt de Doublehead gemt under et tæppe. Ridge skød gennem tæppet og ramte Doublehead i hoften, Da Doublehead rejste sig og gik til modstand, overfaldt de ham med knive og tomahawks. Doublehead var lige ved at overmande Ridge, da Saunders huggede en tomahawk i baghovedet på ham. Når man antager at drabet havde stammerådets opbakning, skyldes det, at der ikke blev gennemført sanktioner mod nogen af de involverede i drabet, hverken fra stammerådet, USA's regering, som jo beskyttede ham eller fra Doubleheads egen familie.
Ingen ved i dag hvor Doublehead er begravet. Hjemmesiden findagrave.com nævner et sted i Wayne County, Kentucky og der er opsat mindesten over ham flere steder. Denne sandsynligevis fejlagtige stedfæstelse af graven stammer måske fra en legendarisk historie, som fortælles om Doubleheads død, ifølge hvilken han skulle være blevet dræbt af en vred far til en pige, som han havde indledt et forhold til. I virkeligheden var det en af hans sønner, der havde et forhold til pigen, og det var formodentlig denne søn, som blev dræbt og er begravet i Kentucky.

### Efterspil
I 1839, 32 år efter at Ridge havde dræbt Doublehead for at sælge stammeland til de hvide, blev han selv, hans søn, John Ridge og hans nevø, Elias Boudinot, dræbt for præcis den samme forbrydelse. Blandt de, der udførte mordet på Ridge, var Bird Doublehead, der var 12 år, da Ridge myrdede hans far.

## Den mest blodtørstige af alle vilde
I 1795 sagde man om Doublehead, at han havde udgydt mere blod med sine egne hænder end nogen anden i Amerika. Han blev i østkystpressen kaldt "Den mest blodtørstige af alle vilde". Dette udtryk skyldtes dels hans voldsomme overfald på hvide bosættelser, dels hans brug af tortur og skalpering af de døde – noget der normalt ikke blev praktiseret blandt stammerne i den sydøstlige del af det daværende USA. Den største betydning for betegnelsen var imidlertid, at han var kendt for at være kannibal og spise sine ofre og tvinge sine krigere til at gøre det samme.
I virkeligheden findes der kun et veldokumenteret tilfælde af kannibalisme, selv om rygterne taler om flere tilfælde. Dette foregik i 1793 nær en nu forsvunden bebyggelse, Dripping Springs, i Kentucky. Her havde Doublehead, Bob Benge og nogle andre krigere lagt et baghold for nogle handelsmænd, som de havde fået at vide, transporterede whisky. De overfaldt transporten og dræbte de to mænd, der stod for transporten, kaptajn William Overall og en mand ved navn Burnett. En del af whiskyen blev drukket på stedet, hvorefter Doublehead skalperede de to mænd. Derefter skar han strimler af de to mænds kød, ristede det over et bål og spiste det. Efter denne episode nægtede Bob Benge at tage på flere krigstoger, hvor Doublehead deltog.
Under et besøg i New York, flere år efter krigens ophør, da Doublehead var blevet særdeles velhavende, gav han et interview til en af byens aviser. Den kunne næste dag skrive om den vilde, der tidligere havde været menneskeæder, men nu spiste på byens bedste restauranter. Da journalisten havde spurgt Doublehead "Hvad synes De så om hvide mennesker i dag?" havde høvdingens eneste kommentar været "De er for salte". En længere version af udtalelsen fortæller, at hans sagde: "We the Cherokees have eaten a large quantity of the white men's flesh, but have had so much of it we are tired of it, and think it too salty".